# Bugi (Lidzbark Warmiński)
Bugi (deutsch Bogen) ist ein Dorf in der polnischen Woiwodschaft Ermland-Masuren. Es gehört zur Landgemeinde Lidzbark Warmiński (Heilsberg) im Powiat Lidzbarski (Kreis Heilsberg).
|  |

## Geographische Lage
Bugi liegt an der Drewenz (polnisch Drwęca Warmińska) im nördlichen Westen der Woiwodschaft Ermland-Masuren, 13 Kilometer westlich der Kreisstadt Lidzbark Warmiński (Heilsberg).

## Geschichte
Bogen kam 1874 als Landgemeinde zum neu errichteten Amtsbezirk Reimerswalde (polnisch Ignalin), der zum ostpreußischen Kreis Heilsberg im Regierungsbezirk Königsberg gehörte.
Im Jahre 1910 waren in Bogen 239 Einwohner gemeldet. Ihre Zahl stieg bis 1933 auf 268 und belief sich 1939 auf 244.
In Kriegsfolge wurde 1945 das gesamte südliche Ostpreußen an Polen abgetreten. Bogen erhielt die polnische Namensform „Bugi“ und ist heute eine Ortschaft im Verbund der Gmina Lidzbark Warmiński (Landgemeinde Heilsbeerg) im Powiat Lidzbarski (Kreis Heilsberg), von 1975 bis 1998 der Woiwodschaft Olsztyn, seither der Woiwodschaft Ermland-Masuren zugehörig. Im Jahre 2021 zählte Bugi 61 Einwohner.

## Religion
Seitens der römisch-katholischen Kirche gehört Bugi – wie bereits Bogen bis 1945 – zur Pfarrei in Runowo (Raunau), jetzt im Erzbistum Ermland gelegen.
Bis 1945 war Bogen auch in die evangelische Kirche Heilsberg in der Kirchenprovinz Ostpreußen der Kirche der Altpreußischen Union eingegliedert. Heute ist Bugi der Diözese Masuren der Evangelisch-Augsburgischen Kirche in Polen zugeordnet.

## Verkehr
Bugi liegt südlich der Woiwodschaftsstraße 513 (hier frühere deutsche Reichsstraße 142) und ist von ihr über die Abzweige in Runowo (Raunau) und auch Mingajny (Migehnen) zu erreichen.
Eine Bahnanbindung besteht nicht.

## Persönlichkeit
Bogen soll der Geburtsort von Anni Krauss sein. Geboren am 27. Oktober 1884 als Kind des ostpreußischen Bauern Friese siedelte sie nach Berlin über und war als Mitglied der Roten Kapelle Widerstandskämpferin gegen den Nationalsozialismus. Sie wurde zum Tode verurteilt und 1943 in Berlin-Plötzensee hingerichtet.